# Магистр (византийский титул)
Магистр (греч. μέγας) — высший византийский титул.

## История
Титул «магистра» был высшим титулом в Византии, употреблялся вплоть до XII века. Более высокие титулы присваивались только родственникам императора и правителям других государств. В начале X века в Византии могло быть одновременно несколько магистров, однако их количество не должно быть более двенадцати. Главным среди магистров был первый магистр или протомагистр.

## Известные Магистры
- Григор Магистрос — армянский учёный, писатель, педагог, военный и государственный деятель.
- Пётр Патрикий — византийский государственный деятель, дипломат и историк.